# Majków Średni
Majków Średni är en by i kommunen Gmina Grabica, inom Powiat piotrkowski i Łódź vojvodskap, i centrala Polen. Byn ligger ungefär 9 kilometer sydost om Grabica, 7 km nordväst om Piotrków Trybunalski, och 41 km söder om regionhuvudstaden Łódź.